# میثم‌آباد (عنبرآباد)
میثم‌آباد، روستایی در دهستان جهادآباد بخش مرکزی شهرستان عنبرآباد در استان کرمان ایران است.

## جمعیت
بر پایه سرشماری عمومی نفوس و مسکن در سال ۱۳۹۵، جمعیت این روستا برابر با ۱٬۶۹۲ نفر (۵۳۵ خانوار) بوده است.